# I 12 disastri di Natale
I 12 disastri di Natale (The 12 Disasters of Christmas) è un film TV del 2012 diretto da Steven R. Monroe ed interpretato da Ed Quinn e Magda Apanowicz.

## Trama
È il diciottesimo compleanno di Jacey (Magda Apanowicz) quando si verificano i 12 disastri scritti in un libro dai Maya in un'antica profezia che porteranno alla fine del mondo il 21 Dicembre 2012.